# Rehmannia japonica
Rehmannia japonica är en snyltrotsväxtart som först beskrevs av Carl Peter Thunberg, och fick sitt nu gällande namn av Tomitaro Makino. Rehmannia japonica ingår i släktet Rehmannia och familjen snyltrotsväxter. Inga underarter finns listade i Catalogue of Life.